# Pedro Gutiérrez (ciclista)
Pedro António Gutiérrez Daza (Quibor, 8 de agosto de 1989) es un ciclista profesional venezolano. Ganador de la vuelta Barinitas dos años consecutivos, en la edición del 2014 Durante los seis días de acción, el quiboreño fue el corredor más regular desde el comienzo, al ubicarse entre los primeros seis lugares en cada etapa de la competición. Se adueñó de la camiseta amarilla, que lo distinguía como el líder, desde el segundo tramo y la mantuvo hasta concretar la victoria.
Ganador de la 48° edición de la Vuelta Venezuela se desarrolló desde el 13 al 24 de julio de 2011, transitando por los estados de Monagas, Anzoátegui, Guárico, Aragua, Cojedes, Portuguesa, Lara, Yaracuy, Carabobo y Distrito Capital, en donde además venció en la clasificación de los jóvenes en ese entonces trabajo con el equipo de la Gobernación del Zulia.
En marzo del 2016 se incorpora en el equipo de la Lotería del Táchira lo cual le garantiza su participación para la temporada ciclística del 2016.
El corredor venezolano Pedro Gutiérrez del club de ciclismo Kino Táchira dominó sin problema la sexta emoción de la edición 53 de la Vuelta a Venezuela, la cual trajo al gusano multicolor desde el histórico Campo de Carabobo, hasta
Barquisimeto, luego de recorrido de 172.5 kilómetros.

## Palmarés
2010
- Apertura Temporada de Trujillo

2011
- Vuelta a Venezuela

2012
- Vuelta a Yacambu-Lara, más 1 etapa

2013
- 1 etapa de la Vuelta a Barinitas

2014
- 1 etapa de la Vuelta a Barinitas

2016
- Campeonato de Venezuela Contrarreloj
- 1 etapa de la Vuelta a Venezuela

2017
- Campeonato de Venezuela Contrarreloj
- 1 etapa de la Vuelta a Venezuela

2018
- Vuelta al Táchira, más 1 etapa
- Campeonato de Venezuela Contrarreloj

## Equipos
- Gobernación del Zulia (2011)
- Gobernación del Zulia (2013)
- Qinghai Tianyoude (2018)